# Шајло (Џорџија)
Шајло (Џорџија) (енгл. Shiloh) град је у америчкој савезној држави Џорџија. По попису становништва из 2010. у њему је живело 445 становника.

## Демографија
Према попису становништва из 2010. у граду је живело 445 становника, што је 22 (5,2%) становника више него 2000. године.
| Група             | 2000.       | 2010.       |
| Белци             | 291 (68,8%) | 324 (72,8%) |
| Афроамериканци    | 126 (29,8%) | 112 (25,2%) |
| Азијати           | 0 (0,0%)    | 0 (0,0%)    |
| Хиспаноамериканци | 2 (0,5%)    | 5 (1,1%)    |
| Укупно            | 423         | 445         |